# Engherweide
Engherweide is de naam van een monumentale hofstede uit circa 1850 aan de N204 in de Nederlandse plaats Linschoten in de gemeente Montfoort. 

## Landgoed Linschoten
Engherweide behoort tot het landgoed Linschoten. De naam is ontleend aan polder de Eng waarin de boerderij ligt. In totaal behoort er 1 hectare grond bij de boerderij waar erfpacht op geheven wordt.De tuin is met de aanleg van de N204 in 1958 ingekort.

## Hofstede
In de rechterzijgevel bevindt zich een gevelsteen met de naam van de hofstede. Omstreeks 1973 is Engherweide geheel geschikt gemaakt voor bewoning. Hierbij zijn er enkele vensters bijgeplaatst in de zijgevel. In de linkerzijgevel bevindt zich een halfronde uitbouw waarin zich vroeger een tredmolen bevond. Het totale woonoppervlak bedraagt 450 m² en de inhoud van de hofstede is 1300 m³. In de kelder bevinden zich bakken waarin vroeger kaas werd gepekeld.

## Kaasmakerij
In de tuin staat een gebouw dat tot 1972 als kaasmakerij fungeerde. Oorspronkelijke was dit een zomerhuis waarvan de eerste vermeldingen uit omstreeks 1700 stammen. Tegenwoordig is dit gebouw in gebruik als cottage waarin permanente bewoning mogelijk is. 

## Monument
Engherweide heeft door het Monumenten Inventarisatie Project (M.I.P.) twee sterren toegewezen gekregen. Hetgeen betekent dat de hofstede van regionaal historisch belang is. Daarnaast is het tevens een rijksmonument.

## Marktwaarde
Zowel de hofstede als de cottage werden in 2008 te koop aangeboden door Drieklomp Makelaars en Rentmeesters. Voor de hofstede was de vraagprijs € 875.000 k.k. met € 12.000 erfpachtcanon per jaar en voor en de cottage bedroeg dit € 275.000 k.k. met € 6.000 erfpachtcanon per jaar.